# Альваро Солер
Альваро Таухерт Солер (Spanish: [ˈalβaɾo soˈleɾ], Німецька: [ˈtaʊxɐt], Catalan: [suˈle]; нар. 9 січня 1991) — іспано-німецький співак. Став відомим у Європі та Латинській Америці завдяки своєму хіту «El Mismo Sol» 2015 року, в основному досягнувши успіху в Італії, Швейцарії та Мексиці. Спеціальна двомовна іспано-англійська версія «El mismo sol» за участю Дженніфер Лопес також була записана для міжнародного випуску в Сполучених Штатах, Великобританії та в усьому світі. Його наступний сингл «Sofia» у 2016 році також досяг успіху в чартах європейських країн, досягнувши № 1 у Польщі, Італії, Чехії, Словаччині, Бельгії та Швейцарії. Солер випустив три студійні альбоми: Eterno Agosto у 2015 році, Mar de Colores у 2018 році та Magia у 2021 році. Його сингл «La Cintura» з другого альбому став для нього загальноєвропейським хітом.

## Біографія
Народився в Сант-Кугат-дель-Вальєс від батька німця та іспано-бельгійської матері, він став багатомовним у молодому віці. Він переїхав з батьками до Японії у віці 10 років і залишався там до 17 років. Там він дуже рано брав уроки гри на фортепіано. Повернувшись до Барселони, у 2010 році він створив музичний гурт Urban Lights разом зі своїм братом і кількома друзями. Гурт продовжував виконувати музику, описану як суміш британської поп-музики, інді-поп-музики та електронної музики. Вони виграли університетський музичний конкурс, а у 2013 році гурт з'явився на іспанському музичному конкурсі ¡Tú sí que vales! вихід до фіналу 8. Вони випустили деякі матеріали та альбом власного виробництва. Солер також вивчав промисловий дизайн в Escuela de Grafismo Elisava.